# Estación de Freienbach SOB
La estación de Freienbach SOB es una  estación ferroviaria de la comuna suiza de Freienbach, en el Cantón de Schwyz.

## Historia y ubicación
La estación se encuentra ubicada en el sur del núcleo urbano de Freienbach. Existe otra estación, la estación de Freienbach SBB, en el norte del núcleo urbano. Fue inaugurada en 1891 con la apertura de la línea férrea Pfäffikon SZ - Arth-Goldau. Cuenta con un único andén central, al que acceden dos vías pasantes.
En términos ferroviarios, la estación se sitúa en la línea Pfäffikon SZ - Arth-Goldau. Sus dependencias ferroviarias colaterales son la estación de Pfäffikon SZ, inicio de la línea, y la estación de Wilen bei Wollerau en dirección Arth-Goldau.

## Servicios ferroviarios
Los servicios ferroviarios de esta estación son prestados por SOB (SüdOstBahn):

### S-Bahn Zúrich
La estación está integrada dentro de la red de trenes de cercanías S-Bahn Zúrich, en la que efectúan parada los trenes de una línea perteneciente a S-Bahn Zúrich:
- S 40 Rapperswil – Pfäffikon SZ – Samstagern – Einsiedeln